# RuPaul's Drag Race: Global All Stars
RuPaul's Drag Race: Global All Stars est une émission de téléréalité de compétition internationale dérivée de RuPaul's Drag Race et produite par World of Wonder.
L'émission, présentée par RuPaul, est un concours de drag queens au cours duquel d'anciennes candidates de la franchise Drag Race tentent de gagner leur place dans le International Drag Race Hall of Fame. Chaque semaine, les candidates sont soumises à différents défis et sont évaluées par un groupe de juges dont font partie des personnalités qui critiquent la progression des participantes et leurs performances.
Le lancement de la série est annoncé le 12 décembre 2022.

## Format

### Mini défi
Le mini défi consiste souvent en une tâche ordonnée aux candidates au début d'un épisode avec des prérequis et des limitations de temps. La ou les gagnantes du mini défi sont parfois récompensées par un avantage lors du maxi défi. Certains épisodes ne présentent pas de mini défi.

### Maxi défi
Il peut s'agir d'un défi individuel ou d'un défi de groupe. Les thèmes des maxi défis sont très variés, mais sont souvent similaires de saison en saison : les candidates ont souvent pour défi de confectionner une ou plusieurs tenues selon un thème précis, parfois en utilisant des matériaux non conventionnels. D'autres défis se concentrent sur la capacité des candidates à se présenter face à une caméra, à se représenter sur de la musique ou humoristiques.

### Défilé
Après le maxi défi, les candidates défilent sur le podium principal de Drag Race France. Le défilé est composé de la tenue confectionnée par les candidates pour le défi ou d'une tenue au thème assigné aux candidates avant l'émission et annoncé au début de la semaine : cette tenue est généralement amenée au préalable par les candidates et n'est pas préparée dans l'atelier. Le défilé fait généralement partie du jugement final des candidates.

### Lip-syncs
Le format d'élimination inclut pour les candidates la capacité de s'éliminer entre elles. Le lip-sync des candidates devient un lip sync for your legacy entre les deux meilleures candidates de l'épisode, qui choisissent juste avant le lip-sync une candidate à éliminer parmi celles en danger d'élimination. La gagnante du lip-sync reçoit le pouvoir d'éliminer l'une des candidates en danger. La perdante est sauve et conserve sa place dans la compétition.

## Juges deRuPaul's Drag Race: Global All Stars
Après le défi et le défilé de la semaine, les candidates font face à un panel de jurés afin d'entendre les critiques de leur performance. Le jugement se compose de deux parties ; une première partie avec les meilleures et pires candidates de la semaine sur le podium et une deuxième partie de délibérations entre les juges en l'absence des candidats.
| Juge            | Saison     |
| Juge            | 1          |
| --------------- | ---------- |
| RuPaul          | Principale |
| Michelle Visage | Principale |
| Jamal Sims      | Principal  |

### Juges invités
Des personnalités sont souvent invitées dans le panel des jurés. Leur présence peut avoir un rapport avec le thème du défi de la semaine ou avec la chanson prévue pour le lip-sync de l'épisode.
Saison 1
- Adriana Lima, mannequin brésilienne ;
- Ariadna Gutiérrez, mannequin et actrice colombienne ;
- Carson Kressley, styliste américain ;
- Danna Paola, chanteuse et actrice mexicaine ;
- Dianne Brill, styliste américaine ;
- Graham Norton, présentateur irlandais ;
- Jasmine Tookes, mannequin américaine ;
- Javier Ambrossi, acteur espagnol ;
- Javier Calvo, acteur espagnol ;
- Matt Rogers, comédien américain ;
- Ross Mathews, animateur américain ;
- Ts Madison, actrice américaine.

## Récompenses
Chaque saison, la gagnante de l'émission reçoit une sélection de récompenses.
Saison 1 :
- 200 000 dollars américains.

## Nations participantes
| Nation                                                  | Nation                     | Saison |
| Nation                                                  | Nation                     | 1      |
| ------------------------------------------------------- | -------------------------- | ------ |
| Drapeau d'Afrique du Sud                                | Afrique du Sud             |        |
| Drapeau de l'Allemagne                                  | Allemagne                  | ✓      |
| Drapeau de l'Australie · Drapeau de la Nouvelle-Zélande | Australie/Nouvelle-Zélande | ✓      |
| Drapeau de la Belgique                                  | Belgique                   | ✓      |
| Drapeau du Brésil                                       | Brésil                     | ✓      |
| Drapeau du Canada                                       | Canada                     | ✓      |
| Drapeau du Chili                                        | Chili                      |        |
| Drapeau de l'Espagne                                    | Espagne                    |        |
| Drapeau des États-Unis                                  | États-Unis                 | ✓      |
| Drapeau de la France                                    | France                     | ✓      |
| Drapeau de l'Italie                                     | Italie                     | ✓      |
| Drapeau du Mexique                                      | Mexique                    | ✓      |
| Drapeau des Pays-Bas                                    | Pays-Bas                   |        |
| Drapeau des Philippines                                 | Philippines                | ✓      |
| Drapeau du Royaume-Uni                                  | Royaume-Uni                | ✓      |
| Drapeau de la Suède                                     | Suède                      | ✓      |
| Drapeau de la Thaïlande                                 | Thaïlande                  |        |

 La nation a été représentée.

## Résumé des saisons
| Saison | Date de première diffusion | Date de dernière diffusion | Gagnante       | Seconde(s)                              | Global Lip Sync Assassin et Miss Sympathie | Récompenses        |
| ------ | -------------------------- | -------------------------- | -------------- | --------------------------------------- | ------------------------------------------ | ------------------ |
| 1      | 16 août 2024               | 25 octobre 2024            | Alyssa Edwards | Kitty Scott-Claus Kween Kong Nehellenia | Soa de Muse                                | - 200 000 dollars. |

### Progression des candidates
|                    | Saison 1                                |
| ------------------ | --------------------------------------- |
| Première diffusion | 16 août 2024                            |
| Épisodes           | 12                                      |
|                    |                                         |
| Gagnante           | Alyssa Edwards                          |
| Seconde(s)         | Kitty Scott-Claus Kween Kong Nehellenia |
| 3e place           | Kitty Scott-Claus Kween Kong Nehellenia |
| 4e place           | Kitty Scott-Claus Kween Kong Nehellenia |
| 5e place           | Tessa Testicle                          |
| 6e place           | Vanity Vain                             |
| 7e place           | Pythia                                  |
| 8e place           | Gala Varo                               |
| 9e place           | Soa de Muse                             |
| 10e place          | Eva Le Queen                            |
| 11e place          | Miranda Lebrão                          |
| 12e place          | Athena Likis                            |

 La candidate a été élue Miss Sympathie.

## Saison 1 (2024)
La première saison de RuPaul's Drag Race: Global All Stars est diffusée à partir du 16 août 2024 sur Paramount + et MTV. Le casting est composé de douze candidates. Les juges principaux sont RuPaul, Michelle Visage et Jamal Sims.